# Rhoicinus fuscus
Pour les articles homonymes, voir Pelayo (homonymie).
Espèce
Synonymes
- Pelayo fuscus Caporiacco, 1947

Rhoicinus fuscus est une espèce d'araignées aranéomorphes de la famille des Trechaleidae.

## Distribution
Cette espèce est endémique du Guyana.

## Publication originale
- Caporiacco, 1947 : Diagnosi preliminari de specie nuove di aracnidi della Guiana Brittanica raccolte dai professori Beccari e Romiti. Monitore Zoologico Italiano, vol. 56, p. 20-34.